# Christian Boeck
Christian Peder Bianco Boeck, född den 5 september 1798 i Kongsberg, död den 11 juli 1877 i Kristiania (nuvarande Oslo), var en norsk naturforskare, bror till Carl Wilhelm Boeck, far till Jonas Axel och Thorvald Boeck.
Boeck blev 1840 professor i fysiologi, komparativ anatomi och veterinärvetenskap vid Kristiania universitet. 1838 deltog han i den franska Rechercheexpeditionen till bland annat Spetsbergen. Han invaldes 1849 som ledamot av Kungliga Vetenskapsakademien, och 1855 fick han av Vetenskapsakademien Flormanska guldmedaljen och samma år vid världsutställningen i Paris första klassens medalj för av honom konstruerade fysiologiska apparater. 
Vid Lunds universitets jubelfest 1868 blev han medicine hedersdoktor.  Boecks ansenliga verksamhet som vetenskaplig författare kom huvudsakligen tidskrifter till godo. I Kristiania anlade han även ett museum för komparativ anatomi.